# Simon Dennis
Simon John Dennis MBE (* 24. August 1976 in Henley-on-Thames) ist ein ehemaliger britischer Ruderer, der im Jahr 2000 Olympiasieger im Achter wurde.
Dennis begann mit dem Rudern an der St Paul’s School London. Seine erste Erfahrung mit internationalen Wettbewerben machte er bei den Junioren-Weltmeisterschaften im Rudern im Jahr 1994 sowie bei dem Nations Cup in den Jahren 1995 und 1996. Er ruderte danach zwei Jahre im britischen Achter und ein weiteres Jahr im Zweier ohne Steuermann. Seinen größten Erfolg feierte er bei den Olympischen Sommerspielen 2000 in Sydney mit der Goldmedaille im Achter. Nach einem fünften Platz bei den Weltmeisterschaften 2001 im Achter beendete er seine aktive Karriere im internationalen Rudersport.
Er besuchte das Imperial College London, mit dessen schuleigener Achtermannschaft er zweimal bei der Henley Royal Regatta gewann (1995 beim Thames Challenge Cup und 1996 beim Grand Challenge Cup). Mit seinem Partner Steve Williams war er auch im Jahr 1999 beim The Silver Goblets & Nickalls’ Challenge Cup in Henley erfolgreich. Heute unterrichtet er Biologie am Marlborough College in Wiltshire.